# 5번가의 폴 포이티어
《5번가의 폴 포이티어》(영어: Six Degrees of Separation)는 미국에서 제작된 프레드 스켑시 감독의 1993년 코미디 드라마 영화이다. 퓰리처상 연극 부문과 토니상 희곡상 후보에 올랐던 존 궤어의 동명 희곡이 원작이다. 제목은 인간은 누구나 친구의 친구 6명만 거치면 서로에게 연결돼 있다는 발상을 담은 6단계 분리 이론을 가리킨다. 스토커드 채닝, 윌 스미스, 도널드 서덜랜드 등이 출연하였고, 아넌 밀천 등이 제작에 참여하였다.
스토커드 채닝은 이 영화를 통해 1994년 제66회 아카데미상 여우 주연상과 제51회 골든 글로브상 뮤지컬·코미디 영화 부문 여우 주연상 후보에 올랐다.

## 출연진
- 스토커드 채닝
- 윌 스미스
- 도널드 서덜랜드
- 이언 매켈런
- 메리 베스 허트
- 브루스 데이비슨
- 리처드 매서
- 앤서니 마이클 홀
- 대니얼 본바건
- 켈리 비숍
- 앤서니 랩
- 오즈 퍼킨스
- 캐서린 켈너
- J. J. 에이브럼스
- 키티 칼라일
- 클리오 킹

## 기타 제작진
- 배역: 엘런 체노웨스
- 미술: 퍼트리치아 본브랜던스타인
- 의상: 주디아나 머코프스키